# Madrid–Hendaya-vasútvonal
A Madrid–Hendaya-vasútvonal egy 641,6 km hosszúságú, 1668 mm-es nyomtávolságú, kétvágányú, 3000 V egyenárammal villamosított nemzetközi vasútvonal Spanyolországban Madrid és a franciaországi Hendaya között.

## Üzemeltetők
- Compañía de los Caminos de Hierro del Norte de España: 1858-1941
- Renfe:1941-2004
- Adif: 2005-től

## Forgalom
A vonalon közlekedik a Cercanías San Sebastián San Sebastián és Irun közötti elővárosi vasúti járat, valamint a Cercanías Madrid C-3, C-8 és C-10 járatai. A Madridból Irúnba közlekedő közvetlen járatok gyakran a Madrid-León nagysebességű vasútvonalat használják Madrid és Valladolid-Campo Grande között, és az út további részén Alvia járatként a Madrid-Hendaye-vonalra váltanak. A Renfe Media Distancia különböző járatai különböző pályaszakaszokon közlekednek, főként Kasztília és León területén, valamint egy Intercity járat közlekedik A Coruña és Hendaye között.
A többnyire egyvágányú Bilbao–Casetas-vasútvonal Bilbao-Abando felé Miranda de Ebro-nál találkozik a Madrid-Hendaye-vasútvonallal. Venta de Bañosnál kezdődik a Gijónba tartó vonal.